# 熊本市立力合中学校
熊本市立力合中学校（くまもとしりつ りきごうちゅうがっこう）は、熊本県熊本市南区島町五丁目にある公立中学校。

## 沿革
- 1993年（平成5年） - 熊本市立城南中学校より分離し開校

## 歴代校長
- 1993年（平成5年） - 初代校長 松原俊洋
- 1995年（平成7年） - 第2代校長 林悳
- 1997年（平成9年） - 第3代校長 宇藤元文
- 1998年（平成10年） - 第4代校長 秋月研一
- 2001年（平成13年） - 第5代校長 村上孝一
- 2004年（平成16年） - 第6代校長 西田裕伸
- 2007年（平成19年） - 第7代校長 古川清次

## 委員会

### 生徒会
- 生徒会長
- 生徒副会長
- 書記

#### 常任委員会
- 学級委員会
- 保健委員会
- 視聴覚委員会
- 体育委員会
- 図書委員会
- 生活委員会
- 給食委員会
- 整美委員会
- 文化学習委員会
- 緑化委員会
- 厚生委員会

## クラブ活動

### 運動部
- 男子バスケットボール部
- 女子バスケットボール部
- バドミントン部
- サッカー部
- 野球部
- 陸上部
- 男子ソフトテニス部
- 女子ソフトテニス部
- バレーボール部
- 水泳部
- 卓球部

### 文化部
- 合唱部
- 美術部

## 学校周辺
- 西熊本駅
- 熊本市総合屋内プール アクアドームくまもと
- 南部総合スポーツセンター
- 早稲田スクール 近見校
- 仁愛幼育園